# Scythris parvella
Scythris parvella is een vlinder uit de familie van de dikkopmotten (Scythrididae). De wetenschappelijke naam van de soort is voor het eerst geldig gepubliceerd in 1855 door Herrich-Schäffer.